# Romanovci
Romanovci (rusky: Рома́новы) byli původně ruský bojarský rod a od roku 1613 druhá panovnická dynastie vládnoucí v Rusku. Původní rod Romanovců vymřel po meči roku 1730 a po přeslici v roce 1762. Noví carové z linie Oldenburků (vzešlé ze sňatku romanovské velkokněžny a vévody z holštýnsko-gottorpské dynastie) přijali rovněž romanovské jméno, ačkoliv genealogicky je přesnější název Holstein-Gottorp-Romanov. V tomto smyslu bývají tedy za Romanovce zpravidla označování všichni ruští panovníci až do roku 1917.

## Historie

### Počátky rodu
Romanovci byli původně nevýznamným rodem západoruského původu, který za posledních Rurikovců zaujal v moskevském státě významné postavení hlavně díky vynikajícímu politikovi Nikitovi Romanovičovi, který se stal vůdcem dvorních, vojenských a úředních kruhů střední a drobné šlechty v boji proti vysoké šlechtě kdysi panujících knížat různých rurikovských větví. Jeho syn metropolita Filaret Romanov patřil k hlavním postavám období tzv. smuty v letech 1598–1613. Filaretův syn Michail Fjodorovič (1613–1645) byl zvolen za podpory nižší šlechty ruským carem v roce 1613 v době, kdy se podařilo stabilizovat vnitropolitickou a zahraničněpolitickou situaci Ruska. Michailovy nároky na ruský trůn byly podpořeny i příbuzenstvím s posledním carem z rodu Rurikovců, Fjodorem I. Michail byl jeho prasynovcem (matka Fjodora I., Anastasija Romanovna, byla sestrou Michailova děda, Nikity Romanoviče Zacharjina).

### Na ruském trůně
Prvním carem z rodu Romanovců se stal Michail Fjodorovič (1596–1645), který vládl v letech 1613–1645. Michailův vnuk Petr I. Veliký založil roku 1721 Ruské impérium v témže roce transformoval zemi ve velmoc, prostřednictvím řady válek a reforem. Původní rod Romanovců vymřel po meči roku 1730, když zemřel vnuk Petra I. Velikého Petr II. Roku 1762 vymřeli Romanovci carevnou Alžbětou, dcerou Petra I., také po přeslici. Vlády se ujal Petrův vnuk Petr III. z dynastie holštýnsko-gotorpsko-romanovské, která v Rusku vládla až do roku 1917 (posledním panujícím členem dynastie a zároveň posledním ruským carem byl Mikuláš II.). Existují však pochybnosti o tom, zda byl car Pavel I. skutečně synem Petra III.
Ruští carové (od roku 1721 imperátoři) z romanovské dynastie:
- Michail I. Fjodorovič (1613–1645)
- Alexej I. Michajlovič (1645–1676)
- Fjodor III. Alexejevič (1676–1682)
- Ivan V. Alexejevič (1682–1689)
- Petr I. Alexejevič (1689–1725)
- 1725–1727 vládla Petrova manželka Kateřina I.
- Petr II. Alexejevič (1727–1730)
- Anna Ivanovna (1730–1740)
- 1740–1741 vládl Ivan VI., syn vévody Karla Leopolda Meklenbursko-Schwerinského a velkokněžny Jekateriny (Kateřiny) Ivanovny
- Alžběta Petrovna (1741–1762)

### Zánik původní dynastie
Rod vymřel po meči v roce 1730, kdy na pravé neštovice zemřel poslední přímý mužský potomek Petr II. Po něm na trůn usedly ještě dvě romanovské carevny, Anna Ivanovna (1730–1740) a Alžběta Petrovna (1741–1762), smrtí Alžběty Petrovny v roce 1762 však rod Romanovců vymřel i po přeslici.

### Následníci
Nový car Petr III. byl synem Alžbětiny starší sestry Anny Petrovny (romanovské velkokněžny a nemanželské dcery Petra I. Velikého) a jejího manžela Karla, vévody holštýnsko-gottorpského. Proto se nová dynastie v genealogii označuje jako Holstein‑Gottorp‑Romanov. Její příslušníci ale přijali jméno Romanov, proto se také označují za Romanovce. Abdikace cara Mikuláše II. dne 15. března 1917, v důsledku únorové revoluce, ukončila 304 let vlády Romanovců v Rusku. I když už rodina nebyla u moci, v roce 1918 byla carova rodina zavražděna bolševiky. 47 přeživších ze 65 členů Romanovova rodu odešlo do exilu do zahraničí. Dlouho se v rámci rodu udržovala jasná nástupnická linie pro případný návrat na trůn, v roce 1991 se však došlo ke sporu o nástupnictví, mezi Marií Vladimirovnou a Dmitrijem Romanovem. 
Členové rodu Romanovců hrají určitou politickou roli i v současném v Rusku, kdy většina z nich podporuje politiku Vladimira Putina, včetně například anexe Krymu.

## Rodokmen
- Roman Jurijevič (†1543)
  - Nikita Romanovič (†1586)
    - Fjodor Nikitič Romanov (1553–1633), patriarcha Filaret
      -  car Michail I. Fjodorovič (1596–1645)
        -  car Alexej I. Michajlovič (1629–1676)
          - velkokněžna Sofie (1657–1704)
          -  car Fjodor III. Alexejevič (1661–1682)
          -  car Ivan V. Alexejevič (1666–1696)
            - velkokněžna Kateřina Ivanovna (1691–1733)
              -  velkokněžna Anna Leopoldovna (1718–1746), jiná dynastie
                -   car Ivan VI. Antonovič (1740–1764), jiná dynastie

            -   carevna Anna Ivanovna (1693–1740)

          -   car Petr I. Veliký (1672–1725)
            - velkokníže Alexej Petrovič (1690–1718)
              -   car Petr II. (1715–1730)

            - velkokněžna Anna Petrovna (1708–1728), vévodkyně holštýnsko-gottorpská
              -  car Petr III. (1728–1762), nástupce z jiné dynastie

            -   carevna Alžběta I. Petrovna (1709–1762)

  - Anastasie Romanovna (†1560), ruská carevna
    -  car Fjodor I. (1557–1598), z rodu Rurikovců